# Großsteingräber bei Trantow
Die Großsteingräber bei Trantow waren vier megalithische Grabanlagen der jungsteinzeitlichen Trichterbecherkultur bei Trantow, einem Ortsteil von Sassen-Trantow im Landkreis Vorpommern-Greifswald (Mecklenburg-Vorpommern). Sie wurden vermutlich im 19. Jahrhundert zerstört. Die Existenz der Gräber wurde in den 1820er Jahren durch Friedrich von Hagenow handschriftlich erfasst. Seine Notizen, die den Gesamtbestand der Großsteingräber auf Rügen und in Neuvorpommern erfassen sollten, wurden 1904 von Rudolf Baier veröffentlicht. Die Anlagen bei Trantow wurden dabei nur listenartig aufgenommen. Bei drei Gräbern sind die genaue Lage, Maße und Ausrichtung unbekannt. Vermerkt ist lediglich, dass es sich bei ihnen um Großdolmen gehandelt hat.
Nur zum vierten Grab existieren genauere Angaben, da es durch von Hagenow untersucht wurde. Es lag 600–700 Schritt (ca. 450–525 m) von Schuppenmühl entfernt, wobei die Richtung nicht vermerkt wurde. Es handelte sich um einen Großdolmen in einem Hünenbett mit rechteckiger oder trapezförmiger Umfassung. Von Hagenow fand dort fünf Steinwerkzeuge: Ein Querbeil, ein Flachbeil, ein dünnblattiges trapezförmiges Beil, einen Schmalmeißel und eine rundnackige Axt. Letztere könnte aus einer spätneolithischen Nachbestattung stammen. Die Funde verblieben zunächst in von Hagenows Privatbesitz und befinden sich heute in der Sammlung des Stralsund Museums.
Die Anlagen von Trantow sind Teil einer größeren Gruppe von Megalithgräbern, die sich südwestlich von Greifswald zwischen Dargelin im Osten und Düvier im Westen erstreckt. Die nächste erhaltene Anlage ist das etwa 4 km östlich gelegene Großsteingrab Passow.